# De Jager (Oud-Vossemeer)
De Jager is een korenmolen bij het dorp Oud-Vossemeer in de provincie Zeeland.
De molen, een lage witgekalkte ronde stenen stellingmolen, werd in 1850 gebouwd en bleef tot in de jaren zestig van de twintigste eeuw in gebruik, maar raakte toen ernstig in verval. De huidige eigenaar, de Vereniging De Hollandsche Molen kocht de molen in 1969 aan en liet in 1973 en '74 een uitvoerige restauratie uitvoeren. Na deze restauratie stelde de oud-eigenaar de molen regelmatig in bedrijf, later werd zijn taak door vrijwillige molenaars overgenomen. In 2011 is de molen geheel gerestaureerd en wordt sindsdien weer gebruikt voor het malen van graan en het builen van meel. De molen is uitgerust met twee koppels maalstenen. Het wiekenkruis is voorzien van het fokwieksysteem met zeilen en de roeden hebben een lengte van 18,50 meter.